# Каштанівка (Німанський район)
Каштанівка (рос. Каштановка) — селище Німанського району, Калінінградської області Росії. Входить до складу Лунінського сільського поселення.
Населення —  38 осіб (2015 рік). 